# Тува в Другій світовій війні
Тувинська Народна Республіка вступила у Другу світову війну на боці країн Антигітлерівської коаліції 22 червня 1941 року, тобто в день нападу Німеччини на Радянський Союз. Це була перша країна світу, яка оголосила підтримку СРСР у Німецько-радянській війні.
Тувинські добровольчі сили брали участь у боях у Східній Європі у складі формувань Робітничо-селянської Червоної армії. 14 жовтня 1944 року Тувинська Народна Республіка добровільно увійшла до складу СРСР, ставши Тувинською автономною областю. З цього моменту тувинці брали участь у бойових діях впродовж всієї війни вже як громадяни СРСР. Тувинська народно-революційна армія була перетворена на 7-й Окремий кавалерійський полк Сибірського військового округу.

## Передумови

### Створення Тувинської Народної Республіки
До 1912 року Тува, на той час більш відома як Танну-Урянхай, знаходилась під владою Китаю. Після Сіньхайської революції, яка закінчилась 1913 року, тувинські нойони неодноразово звертались до російського імператора Миколи II з проханням встановлення російського протекторату над Тувою. 4 квітня 1914 року імператор дав офіційну згоду на прийняття тувинських територій до складу Російської імперії як протекторату, після чого Тува, яка отримала назву Урянхайський край, була приєднана до Єнісейської губернії. У короткий період, протягом якого Тува входила до складу Російської імперії, царський уряд проводив вкрай обережну політику на її території, щоби уникнути посилення у них китайського, японського та монгольського впливу.
1919 року, у розпал Громадянської війни, більшовики категорично заборонили частинам РСЧА знаходитись на території Урянхайського краю, який вже тоді не лише мав зберегти автономію, але й планувалось оголосити незалежним у випадку приходу там до влади більшовиків. У серпні 1921 року, після остаточного розгрому Азійської кінної дивізії барона фон Унгерна-Штернберга силами Червоної армії, у Туві пройшла так звана «Народна революція», яку підтримав Радянський Союз. А 16 серпня у селі Суг-Бажи Тандинського кожууна пройшов Всетувинський Виконавчий Хурал дев'яти кожуунів, який проголосив утворення Тувинської Народної Республіки і прийняв першу тувинську конституцію.

### Радянсько-тувинські відносини
Не зважаючи на політичну самостійність Туви, республіка багато у чому залежала від Росії. Так, радянська делегація, яка була присутня на Всетувинському Виконавчому Хуралі, наполягла на закріпленні у спеціальній резолюції положення, згідно з яким у сфері зовнішньої політики Тува повинна була діяти під контролем РРФСР. У січні 1923 року був остаточно визначений радянсько-тувинський кордон. Того ж року контингент РСЧА, який був присутній на території Туви, був виведений за її межі згідно з договором, підписаним між урядами двох країн ще 1921 року.
Улітку 1925 року між СРСР та ТНР був підписаний договір про встановлення дружніх відносин, який закріпив союзні взаємовідносини між державами. Ініціатором підписання виступив Радянський Союз. Договір проголошував, що радянська влада не розглядає Туву як свою територію і ніяких претензій на неї не має. Крім того, у зв'язку із взаємною економічною зацікавленістю, СРСР надаватиме тувинським громадянам пільги у сферах руху, торгівлі та проживання на радянській території, а тувинцям, які проживали на території СРСР — полегшений режим переходу кордону на чітко встановлених ділянках.
З кінця 1920-х років Тувою прокотилась перша хвиля політичних репресій, яка продовжувалась десятиріччя. За даними тувинської прокуратури, у 1930-х роках в ТНР було репресовано 1286 осіб, а згідно з іншою версією, їх кількість сягала 1700 осіб. Серед них, як і у СРСР, опинилось більшість державних діячів Туви, у тому числі, перший голова ради міністрів Монгуш Буян-Бадирги та колишній голова Президії Малого Хурала Куулар Дондук. Їх звинувачували у шпіонажі на користь Японії та підготовці контрреволюційного перевороту. Головним ініціатором чисток у Туві був перший секретар ЦК Тувинської народно-революційної партії Салчак Тока, який користувався симпатією з боку радянської влади.

## Збройні сили

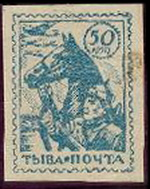
Поштова марка із зображенням червоноармійця на коні (1942)

У першій половині 1930-х років Японія почала агресивні дії проти Китаю, окупувала Маньчжурію та заснувала на її території маріонеткову державу Маньчжоу-го, а 1937 року розгорнула вже повномасштабну війну. Це спонукало керівництво Туви до проведення низки важливих дій зі зміцнення армії та оборони країни. XI з'їзд Тувинської народно-революційної партії, який пройшов у листопаді 1939 року, доручив ЦК партії у найближчі 2-3 роки забезпечити армію у повному обсязі озброєнням та підняти її бойову готовність до більш високого рівня. 22 лютого 1940 року постанова Малого Хуралу санкціонувала створення Міністерства військових справ, яке одразу вжило заходів щодо оснащення армії новими видами зброї та бойової техніки, покращення підготовки командних кадрів та підвищення бойової готовності частин і підрозділів. Першим (1940-1943) військовим міністром став Гессен Шоома.
Уряд СРСР та командування РСЧА допомагало Туві у розвитку матеріально-технічної бази та підготовці кадрів. Середній та вищий командні склади Тувинської народно-революційної армії проходили підготовку у військових навчальних закладах Радянського Союзу, у тому числі у Військовій академії імені М. В. Фрунзе та Академії Генерального штабу. До Туви, окрім цього, запрошувались радянські військові інструктори та радники.

## Вступ у війну
22 червня 1941 року, у день початку Німецько-радянської війни, у Туві пройшов терміновий з'їзд Великого Хуралу, на який зібрались 334 делегати. Вони одноголосно прийняли декларацію, в якій проголошувалось:
|  | Тувинський народ на чолі зі своєю революційною партією та урядом, не щадячи життя, готовий усіма силами і можливостями брати участь у боротьбі радянського народу проти фашистського агресора до остаточної перемоги над ним. Оригінальний текст (рос.) Тувинский народ во главе со своей революционной партией и правительством, не щадя жизни, готов всеми силами и средствами участвовать в борьбе советского народа против фашистского агрессора до окончательной победы над ним. |

Прийняття декларації означало вступ Туви у війну на боці СРСР, офіційне проголошення війни Німеччині та її союзникам. Цікавим фактом є те, що у проголошенні підтримки СРСР у війні проти Німеччини Тува випередила Велику Британію — Вінстон Черчіль передав своє звернення о 23:00, аналогічне ж звернення з боку Тувинського уряду надійшло ще в першій половині дня. Існує поширена легенда й про те, що Адольф Гітлер ніяк не відреагував на оголошення війни з боку Туви, так як просто не зміг знайти її на карті світу, адже країну не було визнано більшістю держав світу.
З перших днів війни Тува та її збройні сили були переведені на воєнний стан. Якщо до війни у лавах армії нараховувалось всього 489 осіб (4 ескадрони по 4 взводи, танковий взвод, кулеметний напівескадрон, музичний ескадрон та інтендантський взвод), то на кінець 1941 року вона нараховувала вже 1136 солдатів. Крім того, одразу після вступу в війну влада ТНР запропонувала радянському керівництву відправляти на фронт тувинських добровольців, екіпірованих стрілецькою та холодною зброєю місцевого та радянського виробництва, однак Москва не згодилась на таку допомогу, спираючись на незначну чисельність населення країни.
26 липня 1941 року посол Туви у СРСР Сат Намчак повідомив заступнику міністра іноземних справ А. О. Соболєву про готовність Туви до перевиконання плану експорту та збільшення його на 50%, а також про повну виплату заборгованості в 1,3 млн карбованців. Крім того, пропонувалось передати в розпорядження Червоної армії 5 тисяч коней, скоротити імпорт радянських товарів оборонного значення, організувати збір коштів серед населення на будівництво військових літаків, чисельно подвоїти та навчити особовий склад Тувинської народно-революційної армії. 29 липня Соболєв прислав відповідь з подякою на адресу тувинського народу та керівництва країни з таким формулюванням:
|  | Дякуємо за відгук на заклик товариша Сталіна до рішучої та безпощадної боротьби проти фашизму. Оригінальний текст (рос.) Спасибо за отклик на призыв товарища Сталина к решительной и беспощадной борьбе против фашизма. |

8 серпня 1941 року Сталін, привітав тувинський народ з 20-річчям Туви, відзначив:
|  | Радянське керівництво з великим задоволенням відзначає готовність тувинського народу зі зброєю в руках виступити разом з радянським народом на розгром фашизму. Оригінальний текст (рос.) Советское руководство с большим удовлетворением отмечает готовность тувинского народа с оружием в руках выступить вместе с советским народом на разгром фашизма. |

## Матеріальна допомога
З перших днів війни Тува надавала матеріальну допомогу СРСР. Повністю передала золотий запас країни, який становив 30 млн карбованців, а також видобуте тувинське золото на суму понад 5 млн карбованців. Загальна сума добровільної матеріальної допомоги від населення Туви перевищила 60 млн карбованців. Після вступу Туви в війну промисловість країни переорієнтувалась на виконання військових замовлень. На лісозаводі збудували обозний цех, сушарку, впровадили масове виробництво лиж. На шкіряному заводі з'явились нові цехи, розширений овчинний цех, встановлені додаткові шерстобитні машини. Кількість заводських працівників збільшилась майже в сім разів. Аналогічні зміни пройшли у сільських господарствах. Були розширені посівні площі, збільшилось товарне виробництво та сінозаготівля. Жінки, похилі люди та молодь замінювали чоловіків, які пішли на фронт.
З червня 1941 по серпень 1944 років Тува надала СРСР 50 тисяч бойових коней, 700 тисяч голів великої рогатої худоби, з яких 650 тисяч — як подарунок. Від 10 до 100 голів худоби надала майже кожна тувинська родина, які в середньому мали до 130 голів. Навесні 1944 року звільненій Україні було передано 27,5 тисяч тувинських корів. В телеграмі Президії Верховної Ради Української РСР до Президії Малого Хуралу Туви відмічалось:
| | \| Український народ, як і всі народи СРСР, глибоко цінує та ніколи не забуде тієї допомоги фронту та звільненим районам, яку по-братському надають трудящі Тувинської народної республіки \| Оригінальний текст (рос.) «Украинский народ, как и все народы СССР, глубоко ценит и никогда не забудет той помощи фронту и освобождённым районам, которую по-братски оказывают трудящиеся Тувинской народной республики» |
| Український народ, як і всі народи СРСР, глибоко цінує та ніколи не забуде тієї допомоги фронту та звільненим районам, яку по-братському надають трудящі Тувинської народної республіки | |

За роки війни Тува поставила на потреби Радянської армії 52 тисячі пар лиж, 10 тисяч шуб, 19 тисяч пар рукавиць, 16 тисяч пар валянків, 67 тон шерсті, 400 тон м'яса, десятки тон меду, тони бинтів та лікарських препаратів, а також житнє та ячмінне борошно, топлене масло, плодово-ягідні консерви та концентрати, рибні вироби, віск та смола. До 90% вище перерахованого надавалось в подарунок.

### Тувинська ескадрилья
16 березня 1943 року на військовому аеродромі «Чкаловський», що під Москвою, у присутності наркома авіапромисловості СРСР О. І. Шахуріна, делегація Туви урочисто передала в користування 133-го винищувального авіаполку 10 винищувачів Як-7Б, збудованих на кошти, зібрані тувинцями. У зв'язку з цією подією командир полку майор Амельченко видав указ, за яким винищувачі були передані командиру 3-ї авіаційної винищувальної ескадрильї Новікову і закріплені за певним екіпажем. Всі літаки були збудовані на 153-му заводі в Новосибірську. На момент передачі вони не мали тактичних номерів. Іменний літак «От Танды хошуна» Амельченко закріпив особисто за собою. На інших винищувачах було написано «От Тувинского народа».
До кінця війни не зберігся жоден літак «тувинської ескадрильї». До липня 1943 року більша частина винищувачів були пошкоджені в боях. На цей момент 133-й полк після поповнення особового складу, знову вступив у бойові дії на Брянському фронті в складі 234-ї винищувальної авіадивізії. Після першого ж бою, що пройшов 10 липня в складі полку не залишилось жодного тувинського винищувача.

## Тувинці в бойових діях

### Добровольчі формування
Радянський уряд, знаючи низький військовий потенціал тувинських вояків, спочатку не хотів звертати уваги на допомогу збоку тувинців. Але через стрімкі загарбницькі дії німецьких сил на території Центральної Росії, а особливо Підмосков'я, думка радянського уряду була змінена. Військове керівництво чекало будь-якої допомоги з боку сусідніх країн, в тому числі і Туви. 18 березня 1943 року заступник голови Ради Міністрів Салчак повторно повідомив довіреному у справах СРСР у Туві М. Г. Сущевському про готовність тувинських танкістів до відбуття на фронт. Листом від 11 травня Сущевський повідомив А. М. Чимбу про задоволення прохання прийому тувинських добровольців до армії. Перед відбуттям на фронт кандидатам потрібно було пройти низку випробувань. Вони боролись, скакали на конях, стріляли по мішеням. Перші добровольці, а це 11 осіб, вступили до лав РСЧА у травні 1943 року і, пройшовши короткий курс навчання, були зачислені до 25-го окремого танкового полку, який з лютого 1944 року входив до складу 52-ї армії 2-го Українського фронту, і брали участь у боях на території України, Молдови, Румунії, Угорщини та Чехословаччини.
1 вересня 1943 року у Кизилі відбулись проводи добровольчого ескадрону у складі 208 осіб. Пройшовши короткий курс навчання у 2-му резервному кавалерійському полку у Муромі та Коврові, 16 листопада ескадрон успішно пройшов екзамен на бойову готовність. Генерал-полковник О. І. Городовіков, який проводив екзамен, відмічав:
| | \| Люди добре натреновані, а також підготовлені з бойової та політичної підготовки та являють собою досить готову бойову одиницю \| Оригінальний текст (рос.) «Люди хорошо натренированы, а также подготовлены по боевой и политической подготовке и представляют собой вполне готовую боевую единицу» |
| Люди добре натреновані, а також підготовлені з бойової та політичної підготовки та являють собою досить готову бойову одиницю | |

Після підготовки кавалеристи прибули у розпорядження 6-го гвардійського козачого кавалерійського корпусу. 8 листопада особовий склад 31-го гвардійського кавалерійського полку 8-ї кавалерійської дивізії прийняв до своїх лав загін тувинських добровольців у кількості 177 осіб під командуванням капітана Тюлюша Кечил-оола. 15 грудня добровольці прийняли присягу у селі Снігурівка Шум'яцького району, а потім були переправлені на Україну. Після звільнення більшої частини УРСР від німецьких військ 8-ма кавалерійська дивізія здійснювала глибокі кінні рейди по тилу німців та загонів УПА. Всього у боях за Західну Україну брало участь до 80 тувинців. В ході бойових дій на Волині та Галичині тувинські кавалеристи викликали у противника пострашливі враження. Так, німецький офіцер Г. Ремке, взятий у полон у січні 1944 року у бою під селом Деражне, повідомив на допиті, що його солдати «підсвідомо уявляли цих варварів як полчища Аттіли» і втратили боєздатність. Відомо також, що у колах німців тувинські кавалеристи мали прізвисько «Чорна смерть» (нім. «Der Schwarze Tod»). Це пояснюється тим, що тувинці, керуючись своїми національними військовими традиціями, принципово не брали полонених.
Переслідуючи німців, що відступали, полк прибув до Рівного. 1 лютого тувинці зайняли цегляний завод та вирвались вперед на значну відстань. Розвиваючи наступ відкритими флангами, ескадрон на чолі з капітаном Кечил-оолом вийшов до залізниці і, дочекавшись сприятливого моменту, атакував ворожі сили. Увірвавшись на залізничну станцію, де знаходився ешелон з військовою технікою, вони, дочекавшись відсталі сили, увійшли у Рівне. Зберігся лист командира 8-ї гвардійської кавалерійської дивізії генерал-майора Д. Н. Павлова до уряду Тувинської Народної Республіки про відвагу та героїзм тувинських добровольців під час визволення Рівненщини від гітлерівських загарбників. В листі наголошується, що за час боїв в тилу противника дивізія звільнила сотні населених пунктів, у тому числі Рівне, Постійне, Деражне, Грушвиця, Бронники, Клевань.
За мужність та героїзм 17 тувинців були нагороджені орденами Слави. З усіх добровольців до Туви повернулись лише 165 осіб. Станом на липень 2011 року з 206 членів добровольчої групи живим лишилась лише В. Ч. Байлак, медсестра.

### Радянське населення Туви

Бюст Хомушку в Кизилі

Згідно з тим, що до 12 тисяч жителів Туви мали подвійне громадянство, 10 листопада 1941 року радянське та тувинське керівництва прийняли спільне рішенням про мобілізацію радянських громадян у віці від 19 до 40 років. Всі витрати на проведення призову радянська влада переклала на тувинців. 26 січня 1942 року призовна комісія приступила до роботи. Протягом лютого майже щоденно до СРСР рухались автоколони з призовниками по 100–120 осіб в кожній. Пізніше, при досягненні 18 років молодики, які мали подвійне громадянство, були також призвані на фронт. Остання мобілізація була проведена в 1944 році, коли на війну пішли люди 1926 року народження. За самими скромними підрахунками, російська колонія у Туві надала на фронт понад 3,5 тисячі осіб, близько 900 з яких були добровольцями. Ще приблизно 200 осіб були взяті на трудовий фронт і працювали в тилу на заводах, лісоповалах, вугільних шахтах.
В загальному за роки війни у лавах Червоної армії служило до 8 тисяч тувинців. Вони взяли участь у багатьох ключових операціях завершального етапу війни — Корсунь-Шевченківській битві, Умансько-Ботошанській, Яссько-Кишинівській, Дебреценській та Сандомирсько-Сілезькій операціях. Формування з мобілізованих у Туві радянських громадян брали участь у боях за блокадний Ленінград та звільненні Білорусі. Близько 20 тувинців були удостоєні ордена Слави, ще 5,5 тисяч осіб стали кавалерами інших як радянських, так і тувинських нагород. Механік-водій танку Хомушку Чургу-оол став Героєм Радянського Союзу, а Киргиз Чамзирин став кавалером багатьох радянських орденів, у тому числі і ордена Слави.

## Оцінка та пам'ять
За підрахунками доктора історичних наук Миколи Моллєрова та його колег загальні поставки Туви до СРСР у військовий період склали на суму понад 10 млн. акша, що в перерахунку на карбованці дорівнює понад 35 млн.. Однак, як підкреслив сучасний посол Монголії в Росії Долоонжин Ідевхтен, «сьогодні про це знають одиниці». Перший том Книги пам'яті Туви, в якому був опублікований поіменний список тувинців, призваних до лав РСЧА у період Другої світової війни, вийшов 1955 року і нараховував 1912 імен. На честь деяких з них були названі вулиці населених пунктів Тиви, зокрема і у Кизилі.
2009 року телеканал Росія-1 підготував документальний фільм, присвячений 70-й річниці початку Другої світової війни. Знімальна група відвідала голову Уряду Тиви Шолбана Кара-оола, останнього живого добровольця Віру Байлак, а також низку пам'ятних місць, пов'язаних із тувинцями, що брали участь у війні. 4 травня 2010 року у Центральному музеї Великої Вітчизняної війни у Москві пройшло відкриття експозиції «Тувинська Народна Республіка — все для спільної Перемоги!», присвяченої участі Туви у війні. На виставці було представлено понад 200 експонатів з фондів Національного музею та Центрального державного архіву республіки. Голова Уряду Тиви, який був присутній на виставці, охарактеризував внесок Туви у перемогу як «відвертий, добровільний та різноманітний». 9 травня 2010 року у Кизилі був відкритий меморіальний комплекс, присвячений учасникам Другої світової війни. Того ж дня тут пройшла церемонія покладення вінків та квітів до пам'ятника.